# Sottocapo
Sottocapo (também conhecido como subchefe, capobastone - plural Sottocapi) é uma posição dentro da liderança nas famílias da Cosa Nostra americana e Máfia siciliana. O sottocapo as vezes é um membro de família, tal como um filho, que vai assumir controle se o chefe ficar doente, morrer, ou for preso. 

## Subchefes famosos
- Aniello Dellacroce, há muito tempo subchefe da Família Gambino ele serviu sob Carlo Gambino de 1957 para 1976, de 1976 a 1985 sob Paul Castellano. Ele ganhou enorme poder e respeito de quase todos os membros da família.[5] O futuro chefe John Gotti foi alinhado com Dellacroce.

- Sammy Gravano, subchefe de John Gotti depois do assassinato de Frank DeCicco. Depois ele virou um informante depois de John Gotti insultar ele pelas costas e iria usar-lo como um bode expiatório.
- Anthony "Gaspise" Casso, subchefe da Família Lucchese. Quando capturado em 1994, ele virou um informante.
- Vito Genovese, nomeado subchefe por Lucky Luciano para servir sob Frank Costello. Eventualmente Genovese planejou o assassinato de Costello em 1957. O assassino era Vincent Gigante, futuro chefe da Família Genovese. A tentativa fracassou, mas Genovese ainda virou o chefe quando Costello se aposentou.[6]